# Jill Teed
Jill Teed (* 9. April 1964) ist eine kanadische Schauspielerin.

## Leben
Teed wurde in Kanada geboren. Sie ist Mutter von zwei Töchtern. Seit Anfang der 1990er Jahre ist sie als Schauspielerin für Fernseh- und Filmproduktionen tätig. Ihre erste größere Rolle hatte sie 1995 im Spielfilm The Final Cut – Tödliches Risiko. Eine weitere größere Filmrolle hatte sie 2000 in Mission to Mars. Sie wirkt überwiegend als Nebendarstellerin in Fernsehfilmen oder in Episodenrollen in verschiedenen Fernsehserien mit. Größere Serienrollen hatte sie in Auf kalter Spur, Smallville, Falcon Beach, Flash Gordon, Halo 4: Forward Unto Dawn, Continuum und Mysterious Mermaids 2012 übernahm sie die Rolle der Commander Ozar in dem Fernsehfilm Battlestar Galactica: Blood & Chrome. Acht Jahre zuvor verkörperte sie die Rolle des Sgt. Hadrian in der Fernsehserie Battlestar Galactica. Seit 2019 spielt sie in der Fernsehserie Van Helsing, seit 2021 in der Fernsehserie Superman & Lois mit.

## Filmografie
- 1992: Das Gesetz der Straße (Street Justice) (Fernsehserie, Episode 1x14)
- 1992: Impolite
- 1992–1993: The Hat Squad (Fernsehserie, 2 Episoden, verschiedene Rollen)
- 1993: Akte X – Die unheimlichen Fälle des FBI (The X-Files) (Fernsehserie, Episode 1x05)
- 1994: Entscheidung des Herzens (Seasons of the Heart) (Fernsehfilm)
- 1994: Roommates (Fernsehfilm)
- 1994: Party of Five (Fernsehserie, Episode 1x01)
- 1994: Lederstrumpf (Hawkeye) (Fernsehserie, Episode 1x04)
- 1994: Erbarmungslos gejagt (Nowhere to Hide) (Fernsehfilm)
- 1995: Bad Company
- 1995: Indiskrete Leidenschaft (Dangerous Indiscretion)
- 1995: Sliders – Das Tor in eine fremde Dimension (Sliders) (Fernsehserie, Episode 1x07)
- 1995: Brutale Exzesse – Skandal in der Navy (She Stood Alone: The Tailhook Scandal) (Fernsehfilm)
- 1995: Der Marshal (The Marshal) (Fernsehserie, Episode 2x02)
- 1995: Vom Lehrer bedrängt – Mißbrauch an der Schule (Deceived by Trust: A Moment of Truth Movie) (Fernsehfilm)
- 1995: The Final Cut – Tödliches Risiko (The Final Cut)
- 1995: Highlander (Fernsehserie, Episode 4x08)
- 1995–1996:  Strange Luck – Dem Zufall auf der Spur (Strange Luck) (Fernsehserie, 2 Episoden, verschiedene Rollen)
- 1996: Todesdiät – Der Preis der Schönheit (When Friendship Kills) (Fernsehfilm)
- 1996: Entführung nach Schulschluß (Abduction of Innocence) (Fernsehfilm)
- 1997: Viper (Fernsehserie, Episode 2x19)
- 1998: Creature – Tod aus der Tiefe (Creature - Tod aus der Tiefe) (Mini-Serie, 2 Episoden)
- 1998: Welcome to Paradox (Fernsehserie, Episode 1x11)
- 1998: First Wave – Die Prophezeiung (First Wave) (Fernsehserie, Episode 1x16)
- 1998–2000: Outer Limits – Die unbekannte Dimension (The Outer Limits) (Fernsehserie, 3 Episoden, verschiedene Rollen)
- 1999: Night Man (Fernsehserie, Episode 2x16)
- 1999: Das Netz – Todesfalle Internet (The Net) (Fernsehserie, 2 Episoden)
- 1999: Der Sentinel – Im Auge des Jägers (The Sentinel) (Fernsehserie, Episode 4x06)
- 1999: Turbulence 2 (Fear of Flying)
- 2000: Mission to Mars
- 2000: Freedom (Fernsehserie, Episode 1x07)
- 2000: Outer Limits – Die unbekannte Dimension (The Outer Limits, Fernsehserie, Episode 6x14)
- 2000–2002: Auf kalter Spur (Cold Squad) (Fernsehserie, 17 Episoden)
- 2001: Im Netz der Spinne (Along Came a Spider)
- 2001–2006: Stargate – Kommando SG-1 (Stargate SG-1) (Fernsehserie, 2 Episoden)
- 2002: Damaged Care (Fernsehfilm)
- 2002: X-Factor: Das Unfassbare (Beyond Belief: Fact or Fiction) (Fernsehserie, Episode 4x10)
- 2002: First Shot – Das Attentat (First Shot) (Fernsehfilm)
- 2002: Just Cause (Fernsehserie, Episode 1x07)
- 2003: Der Fall John Doe! (John Doe) (Fernsehserie, Episode 1x13)
- 2003: X-Men 2 (X2)
- 2003–2008: Smallville (Fernsehserie, 4 Episoden)
- 2004: A Peek Inside (Fernsehfilm)
- 2004: The Days (Fernsehserie, Episode 1x05)
- 2004: Road Party (Going the Distance)
- 2004: Battlestar Galactica (Fernsehserie, 2 Episoden)
- 2005: Ein ungezähmtes Leben (An Unfinished Life)
- 2005: Zixx: Level Two (Fernsehserie, 4 Episoden)
- 2005: Young Blades (Fernsehserie, Episode 1x12)
- 2006: The L Word – Wenn Frauen Frauen lieben (The L Word) (Fernsehserie, 2 Episoden)
- 2006: Black Christmas
- 2006–2007: Falcon Beach (Fernsehserie, 6 Episoden)
- 2007: Reaper – Ein teuflischer Job (Reaper) (Fernsehserie, 2 Episoden)
- 2007–2008: Flash Gordon (Fernsehserie, 8 Episoden)
- 2009: American Pie präsentiert: Das Buch der Liebe (American Pie Presents: The Book of Love)
- 2010: Caprica (Fernsehserie, Episode 1x09)
- 2010: Wie durch ein Wunder (Charlie St. Cloud)
- 2011: Fairly Legal (Fernsehserie, Episode 1x04)
- 2011: He Loves Me (Fernsehfilm)
- 2011: Possessing Piper Rose (Fernsehfilm)
- 2011: Two Knots (Kurzfilm)
- 2012: Das gibt Ärger (This Means War)
- 2012: Supernatural (Fernsehserie, Episode 7x13)
- 2012: Halo 4: Forward Unto Dawn (Mini-Serie, 5 Episoden)
- 2012: Battlestar Galactica: Blood & Chrome (Fernsehfilm)
- 2012: Ring of Fire – Flammendes Inferno (Ring of Fire) (Fernsehfilm)
- 2013: Arctic Air (Fernsehserie, Episode 2x04)
- 2013: Dangerous Intuition (Fernsehfilm)
- 2013: Battleforce – Angriff der Alienkrieger (Independence Daysaster) (Fernsehfilm)
- 2013: Continuum (Fernsehserie, 3 Episoden)
- 2014: Godzilla
- 2014: The Lottery (Fernsehserie, Episode 1x01)
- 2014: Jack Parker – Nicht schwindelfrei (Pants on Fire) (Fernsehfilm)
- 2014: Arrow (Fernsehserie, Episode 3x07)
- 2014: The Christmas Shepherd (Fernsehfilm)
- 2014: Polaris (Mini-Serie, 3 Episoden)
- 2015: Ein wundervolles Geschenk (A Gift of Miracles) (Fernsehfilm)
- 2015: Signed, Sealed, Delivered: Truth Be Told (Fernsehfilm)
- 2015: Signed, Sealed, Delivered: The Impossible Dream (Fernsehfilm)
- 2015: Tales from the Darkside (Fernsehfilm)
- 2016: UnREAL (Fernsehserie, Episode 2x03)
- 2016: Mr. Write (Fernsehfilm)
- 2016: Autumn in the Vineyard (Fernsehfilm)
- 2016: Operation Christmas (Fernsehfilm)
- 2017: Girlfriends’ Guide to Divorce (Fernsehserie, Episode 4x02)
- 2017: The Christmas Train (Fernsehfilm)
- 2018: Zwischenstation (Boundaries)
- 2018: The Sweetest Heart (Fernsehfilm)
- 2018: Janette Oke: Die Coal Valley Saga (When Calls the Heart) (Fernsehserie, 2 Episoden)
- 2018: iZombie (Fernsehserie, Episode 4x11)
- 2018–2020: Mysterious Mermaids (Siren) (Fernsehserie, 5 Episoden)
- 2019: Twilight Zone (The Twilight Zone) (Fernsehserie, Episode 1x04)
- 2019: A Blue Ridge Mountain Christmas (Fernsehfilm)
- seit 2019: Van Helsing (Fernsehserie)
- 2020: Best Laid Schemes (Kurzfilm)
- 2020: Altered Carbon – Das Unsterblichkeitsprogramm (Altered Carbon) (Fernsehserie, Episode 2x01)
- 2020: Home Before Dark (Fernsehserie, Episode 1x08)
- seit 2021: Superman & Lois (Fernsehserie)